# Nickerson (Kansas)
Nickerson – miasto w Stanach Zjednoczonych, w stanie Kansas, w hrabstwie Reno.